# 1,3-Dimetilbutilamin
1,3-Dimetilbutilamin (1,3-DMBA), dimetilbutilamin, DMBA) stimulantni je lek koji je strukturno srodan sa metilheksanaminom (1,3-dimetilamilaminom (1,3-DMAA)) pri čemu je butilna grupa zamenjena Amilnom grupom. DMBA je isto tako poznato u obliku AMP citrata (4-amino-2-metilpentan citrat). Ovo jedinjenje je alifatični amin. 
DMBA je bio identifikovan kao neodobreni sastojak pojedinih prehrambenih suplemenata, u kojima je korišten u pokušaju izbegavanja zakona koji zabranjuje upotrebu metilheksanamina.